# 6552 Higginson
6552 Higginson è un asteroide della fascia principale. Scoperto nel 1989, presenta un'orbita caratterizzata da un semiasse maggiore pari a 2,6684710 UA e da un'eccentricità di 0,1421797, inclinata di 12,00280° rispetto all'eclittica.
L'asteroide è dedicato a George Higginson, giovane astrofilo britannico perito all'età di dieci anni in un incidente stradale.